# Конарский, Станислав (воевода мальборкский)
Станислав Конарский (пол. Stanisław Konarski; ум. 1625) — военный и государственный деятель Речи Посполитой, каштелян гданьский (1606—1618), воевода мальборкский (1618—1625).

## Биография
Представитель польского дворянского рода Конарских герба «Осория». Один из четырех сыновей Феликса Конарского (умер до 1585), старосты хамерштынского и белоборского, и Барбары Желиславской. Братья — Михал Конарский, воевода поморский, Давид Конарский, аббат в Оливе, и Феликс Конарский.
Вероятно, как и его братья, он перешел из лютеранства в католицизм. В юности, на службе у императора Священной Римской империи Рудольфа II, он воевал против турок-османов в Венгрии. В 1597 году он арендовал на шесть лет монастырское имение Бжущ у Оливского монастыря, настоятелем которого был его брат Давид, с задачей насильно выселить оттуда прежних владельцев рода Уберфельдов. По этому поводу пролилась кровь, и результатом этих событий стал суд над Уберфельдами и их покровителем отцом Блендовским, приходским священником в Жуково. Летом 1597 года в качестве королевского придворного он сопровождал короля Сигизмунда III в его экспедиции в Швецию, где после отъезда короля, 18 сентября 1598 года, был взят в плен Карлом Седерманландским. Он восстановил свою свободу и вернулся в Оливу к своему брату Давиду в январе 1600 года. К тому времени он уже наверняка был католиком, так как во исполнение обета, данного в плену, в 1601 году пожертвовал 200 талеров на основание больницы в Оливе.
Затем он воевал в Ливонии, за что был награжден постом старосты митавского. В 1605 году его назвали капитаном королевской гвардии, а чуть позже королевским ротмистром. Он был членом сейма Мальборкского воеводства в 1605 году. Он получил Гданьский замок в 1606 году. Генеральный сеймик Королевской Пруссии в Грудзёндзе 2 апреля 1607 года и 9 декабря 1608 года рекомендовал его королю, подчеркивая тяжелое заключение, которому он подвергся, и кровь, пролитую во время военных экспедиций. Весной 1612 года Станислав Конарский занял позицию, согласно которой только местные советы и сейм могли принимать налоги на новую войну с Русским государством.
Должность старосты мальборкского он приобрел либо уже в 1611 году по уступке Яна Остророга, либо в 1613 году после смерти своего брата Михала. Великопольское дворянство просило короля в 1615 и 1622 годах предоставить эту должность исключительно полякам, в соответствии со старой практикой. Чтобы подчеркнуть, что это пожелание не имело целью причинить лично Конарскому вред, в той же инструкции Сроды от 1615 года было рекомендовано его к награде королю. На сейме 1615 года он был назначен одним из депутатов Быдгощской комиссии по жалованью польской армии под Смоленском. Сейм 1616 года поручил ему комиссию по расследованию тайного возвращения в Ливонию людей, не сохранивших верности королю в предыдущей войне и приговоренных к ссылке. После смерти своего брата Давида, аббата Оливы, от которого вместо ожидаемого богатства он унаследовал лишь несколько портретов польских королей, он явился на капитул 17 июля 1616 года в качестве королевского посланника, рекомендуя избрание Адама Требницы. 6 февраля 1618 года он был назначен воеводой Мальборкским.
Перед Хотинской экспедицией 1621 года польский король Сигизмунд III Ваза назначил его одним из командующих иностранными войсками, но Станислав Конарский с 1000 человек появился под Хотином после заключения мирного договора. В том же году он получил королевское разрешение уступить Митавскую старость своему племяннику Михалу.
Он умер в конце 1625 года. Он женился на Лукреции Соколовской из Быстшеца, не оставив детей.